# アスリーツ・アンリミテッド・ソフトボール
アスリーツ・アンリミテッド・ソフトボール（英: Athletes Unlimited Softball）は、アメリカ合衆国における女子ソフトボールのプロリーグである。

## 概要
世界のトップ選手60人がイリノイ州ローズモントにあるパークウェイバンク・スポーツコンプレックスで4週間にわたり試合を繰り広げる。従来のスポーツリーグとは形態が大きく異なり、チームはホームタウンを持たず、選手は特定のチームに所属せずに開催週ごとにチーム編成が刷新される。各週の獲得ポイント上位4選手が次週のキャプテンに指名され、ドラフトを行いチーム編成する。出場選手は、プレイヤーとしてパフォーマンスを発揮するだけでなく、チームとして勝利することでもポイントが加算される。シーズン終了時点でポイントランキング1位の選手がチャンピオンとなる。

## 歴史
最初のシーズンは2020年8月20日から9月28日にかけて開催され、キャット・オスターマンが初代チャンピオンに輝いた。

### 過去の成績
| 開催年 | 優勝                       | ポイント | 2位                    | ポイント | 3位                | ポイント | 4位                      | ポイント | 最優秀守備選手賞     | 最優秀新人選手賞       | 備考  |
| ------ | -------------------------- | -------- | ---------------------- | -------- | ------------------ | -------- | ------------------------ | -------- | -------------------- | ---------------------- | ----- |
| 2020   | キャット・オスターマン     | 2,408    | ジェシー・ウォーレン   | 2,020    | Victoria Hayward   | 1,860    | エリカ・ピアンカステッリ | 1,840    | Haylie McCleney      | -                      | [ 2 ] |
| 2021   | アレシア・オカシオ         | 2,096    | アマンダ・チデスター   | 1,714    | Kelsey Stewart     | 1,612    | Carrie Eberle            | 1,592    | アニサ・ウルテス     | Carrie Eberle          | [ 3 ] |
| 2022   | デジャ・ムリポラ           | 1,782    | アリッサ・デンハム     | 1,720    | Haylie McCleney    | 1,650    | サバンナ・ジェーキッシュ | 1,600    | ハンナ・フリッペン   | Shannon Rhodes         | [ 4 ] |
| 2023   | オディシー・アレキサンダー | 1,994    | アリッサ・デンハム     | 1,980    | Danielle Gibson    | 1,822    | レイチェル・ガルシア     | 1,760    | ジェシー・ウォーレン | メーガン・ファライモ   | [ 5 ] |
| 2024   | アマンダ・ロレンズ         | 1,800    | レクシー・キルフォイル | 1,734    | アレシア・オカシオ | 1,606    | ジョージナ・コリック     | 1,540    | Aliyah Andrews       | レクシー・キルフォイル | [ 6 ] |

## AUXソフトボール
2022年からAUXソフトボールという大会も併催されている。AUXソフトボールはアスリーツ・アンリミテッド・プロ・ソフトボールの本大会と同じルールが適用されるが、2週間に凝縮して実施される。アスリートに、より多くのプレー機会を提供することを目的に創設された。

## AUSL
アスリーツ・アンリミテッド・ソフトボールリーグ（英: Athletes Unlimited Softball League、略称: AUSL）は、アスリーツ・アンリミテッドが主催する女子ソフトボールリーグ。アスリーツ・アンリミテッドがこれまで開催してきた個人ベースのポイント形式による大会ではなく、通常のリーグ戦形式で行われる。2025年6月に開幕する。レギュラーシーズンは6月から7月にかけて4チームが24試合を戦う。初年度は各チームが6-8都市を転戦するツアー開催となるが、2026年からは各チームにホームタウンが割り当てられる。
従来のアスリーツ・アンリミテッド・プロ・ソフトボール（個人ベースでポイントを競う大会）は、AUSLオールスターカップ（AUSL All-Star Cup）の名称で、AUSLのレギュラーシーズン終了後の8月に開催される。

### 参加チーム
初年度の2025年は、バンディッツ（Bandits）、ブレイズ（Blaze）、タロンズ（Talons）、ヴォルツ（Volts）の4チームが参加する。2025年1月にドラフト会議が行われ、各チーム12人、合計48人が指名された。全体1位指名はレクシー・キルフォイルであった。各チームのGM、ヘッドコーチ、ドラフト指名選手（上位2名）は以下。
- バンディッツ[10]
  - GM：ジェニー・ドルトン＝ヒル（英語版）
  - HC：ステイシー・ヌーヴマン＝デニーズ
  - 1位（全体1位）：レクシー・キルフォイル（英語版）（投手）、2位（全体8位）：テイラー・マクイリン（英語版）（投手）

- ブレイズ[11]
  - GM：デイナ・ソレンセン（Dana Sorensen）
  - HC：アリサ・ゴーラー（Alisa Goler）
  - 1位（全体2位）：カーリー・フーヴァー（投手）、2位（全体5位）：アレシア・オカシオ（投手）

- タロンズ[12]
  - GM：リサ・フェルナンデス
  - HC：ハワード・ドブソン（Howard Dobson）
  - 1位（全体3位）：メーガン・ファライモ（投手）、2位（全体6位）：ジョージナ・コリック（投手）

- ヴォルツ[13]
  - GM：キャット・オスターマン
  - HC：ケリー・クレッチマン
  - 1位（全体4位）：レイチェル・ガルシア（英語版）（投手）、2位（全体7位）：アマンダ・ロレンズ（英語版）（外野手）